# Fanferlieschen Schönefüßchen
Fanferlieschen Schönefüßchen ist eine Oper in zwei Akten (zehn Bildern) mit der Musik von Kurt Schwertsik. Das Libretto schrieben Karin und Thomas Körner nach einem Kunstmärchen von Clemens Brentano. Uraufführung war am 24. November 1983 im Kammertheater des Württembergischen Staatstheaters in Stuttgart unter der musikalischen Leitung von Dennis Russell Davies. Es war die erste eigene Inszenierung des deutsch-österreichischen Bühnenbildners Axel Manthey.

## Orchester
3 Flöten (2. und 3. auch Piccolo), Bassklarinette, 3 Trompeten, Tuba, Klavier (auch Celesta), Schlagzeug, Geige, 4 Celli, Kontrabass.

## Handlung

### Erster Akt
Just an dem Tag, als im Königreich Skandalia wieder einmal der Jahrestag gefeiert wird, putscht Jerum gegen seinen Vater, den beim Volk beliebten König Laudamus. Während des Aufstandes verwandelt Fanferlieschen, eine gute Hexe, Jerums Kammerherrn Neuntöter in einen Vogel. Jerum verletzt Fanferlieschens Ziege am Ohr.
Die Revolution gelingt. Laudamus wird tödlich verwundet. Anders als der alte König unterdrückt Jerum jedoch das Volk. Schließlich sterben fast alle Jungfräulein aus. Jerum ist darüber erbost und verlangt von Fanferlieschen, sie möge ihm ein neues besorgen.
Fanferlieschen verleiht ihrer Ziege menschliche Gestalt, gibt ihr den Namen „Fräulein Ziegesaar“ und sendet sie zum neuen König, damit dieser sie heirate und sie so bessernd auf ihn einwirken könne. In einer Waldschlucht trifft Fräulein Ziegesaar auf Pumpelirio Holzebocke, den bösen Ratgeber, der sie mit seinem Herrn zusammenführt. Jerum aber erkennt in ihr an der Verletzung im Ohr Fanferlieschens Ziege. Sofort hegt er den Plan, Fräulein Ziegesaar ermorden zu lassen. In der Not naht jedoch Hilfe durch Herrn Neuntöter, der seine früheren Schandtaten bereut. Er bewirkt, dass Fräulein Ziegesaar nicht getötet, sondern nur in einen Turm eingemauert wird. In dieser Verbannung schenkt sie einem Sohn das Leben. Er erhält den vielversprechenden Namen „Kommtzeitkommtrat“.

### Zweiter Akt
Kommtzeitkommtrat ist zum Jüngling herangereift. Es gelingt ihm, den Turm zu verlassen. Er bewirbt sich um Arbeit beim König. Dieser hat inzwischen Würgipumpa geheiratet, lebt aber mit ihr in ständigem Streit. Da begegnet Kommzeitkommtrat Fanferlieschens Schürze und erklärt ihr, er wolle Pumpelirio besiegen und damit seine Mutter rächen. Würgipumpa, die auch Pumpelirios Schwester ist, durchschaut seine Pläne und verlangt von ihm, er müsse – so er mit seinem Leben davonkommen wolle – zur Strafe in einer Nacht ein Luftschloss erbauen. Wieder einmal kommt ihm Herr Neuntöter zu Hilfe. Als das Luftschloss vollendet ist, wird es sogleich von der wütenden Würgipumpa zerstört. Jerum aber hat Gefallen an Kommzeitkommtrat gefunden, und zwar so sehr, dass er Pumpelirio als Ratgeber absetzt und ihn zu seinem neuen Ratgeber ernennt.
Würgipumpa ersinnt einen Plan, um sich und ihren Bruder Pumpelirio zu retten: Sie tischt Kommzeitkommtrat eine Lüge auf, indem sie ihm erklärt, Fanferlieschen sei erblindet. Wenn er etwas zu ihrer Heilung beitragen wolle, solle er Schwalbendreck besorgen. Kommzeitkommtrat übersieht die Falle, und bald darauf zeigt sich, dass erst dieses „Heilmittel“ Fanferlieschen mit Blindheit schlägt.
Wieder einmal ist es Neuntöter, der dem verzweifelten Kommzeitkommtrat aus der Patsche hilft. Er hat nämlich eine Tochter, die medizinisch bewandert ist. Sie weiß, dass Fanferlieschen durch die Galle eines Fisches ihr Augenlicht zurückbekommen kann. Gemeinsam machen sie sich auf den Weg zu Fanferlieschen.
Jerum hat sich inzwischen zum Guten gewandelt. Als er von Fanferlieschens Schicksal erfahren hat, verdächtigt er sogleich seine Gattin. Diese wiederum befürchtet Unheil und flieht im Zorn von dannen.
Ein Kampf zwischen Kommzeitkommtrat und Pumpelirio ist nicht aufzuhalten. Dabei zieht Pumpelirio den Kürzeren.
Nachdem Fanferlieschen wieder sehend geworden ist, will sie Jerum wegen des Mordes an ihrer Ziege zur Verantwortung ziehen. Jerum gibt sich reumütig und beteuert, er werde diese Schandtat sich selbst nie verzeihen. Er zeigt zum Turm und erklärt, dieser sei ihr Grab. Weil wir aber in einem Märchen sind, gibt der Turm das Fräulein Ziegesaar lebend frei. Fanferlieschen ist gerührt. Sie schwenkt ihre wundersame Schürze und gibt Herrn Neuntöter und dessen Tochter die menschliche Gestalt zurück.
Kommzeitkommtrat und Fräulein Neuntöter haben aneinander Gefallen gefunden. Es kommt zur Hochzeit. Jerum dankt ab und übergibt Kommzeitkommtrat seine Krone, und Fanferlieschen schenkt Fräulein Neuntöter ihre magische Schürze. Die braven Leute jubeln: „Die bessre Welt ist hergestellt, ganz wie sie war. Alles klar!“